# Takahiro Kunimoto
Takahiro Kunimoto (født 8. oktober 1997) er en japansk fodboldspiller.
Han har spillet for flere forskellige klubber i sin karriere, herunder Urawa Reds og Avispa Fukuoka.